# Hauke Heekeren
Hauke Reiner Heekeren (* 24. Januar 1971 in Herford) ist ein deutscher Neurowissenschaftler und Hochschullehrer. Seit dem 1. März 2022 ist er Präsident der Universität Hamburg.

## Leben
Hauke Heekeren studierte von 1992 bis 2000 Medizin an den Universitäten in Münster, München, Berlin und Essen. 2000 wurde er an der Humboldt-Universität zu Berlin mit der Schrift „Nichtinvasive optische Messung des zerebralen Cytochrom-c-Oxidase Redox-Status bei visueller Stimulation“ promoviert. Nach einer Tätigkeit als Postdoktorand am National Institute of Mental Health in Bethesda (Maryland) war er von 2003 bis 2005 als Arzt an der Klinik für Neurologie der Charité in Berlin tätig. Anschließend leitete er von 2005 bis 2011 eine Emmy-Noether-Gruppe und von 2005 bis 2010 die Forschungsgruppe „Neurocognition of Decisionmaking“ am Max-Planck-Institut für Bildungsforschung. 
2009 wurde Heekeren zum Professor für Biologische Psychologie und Kognitive Neurowissenschaft an der Freien Universität Berlin berufen. Er war Prodekan für Forschung (2013 bis 2015) und Dekan (2015 bis 2018) des Fachbereichs Erziehungswissenschaft und Psychologie der FU Berlin. Dort war er von 2018 bis 2021 Vizepräsident der Universität mit dem Schwerpunkt Studium und Lehre.
Am 28. Oktober 2021 wurde Heekeren vom Akademischen Senat zum Präsidenten der Universität Hamburg gewählt und am 1. Februar 2022 durch den Senat der Freien und Hansestadt Hamburg für eine sechsjährige Amtszeit bestellt. Als Nachfolger von Dieter Lenzen trat er am 1. März 2022 das Amt des Präsidenten der Universität Hamburg an. 
Heekeren ist verheiratet und Vater von zwei Kindern.